# 特里圖茲內
48°7′49″N 34°43′56″E / 48.13028°N 34.73222°E
特里圖茲內（羅馬化：Trytuzne）是烏克蘭中部第聶伯羅彼得羅夫斯克州第聶伯羅區索洛內市鎮的村莊。該村處於特里圖茲納河畔，分別距離克魯泰、舍斯蒂皮利亞、維什內韋2公里和蘇達尼夫卡4公里，面積1.87平方公里，海拔高度71米，2021年人口439。